# Diogo de Torralva
Diogo de Torralva (1500 - 1566) est un sculpteur et architecte portugais du XVIe siècle. Ses origines exactes sont inconnues.
Du style Renaissance et du style manuélin de ses premiers travaux, Diogo de Torralva est devenu l'un des chefs de file de l'architecture maniériste au Portugal.

## Biographie

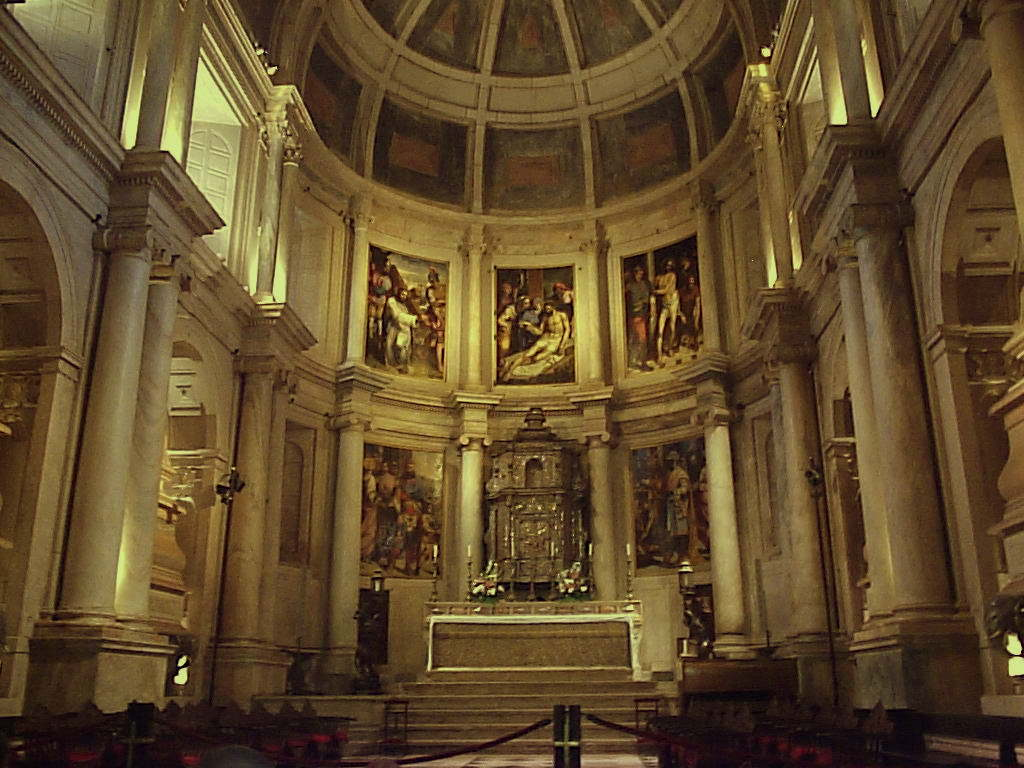
Chevet de l'église du monastère des Hiéronymites achevé par Jerónimo de Ruão

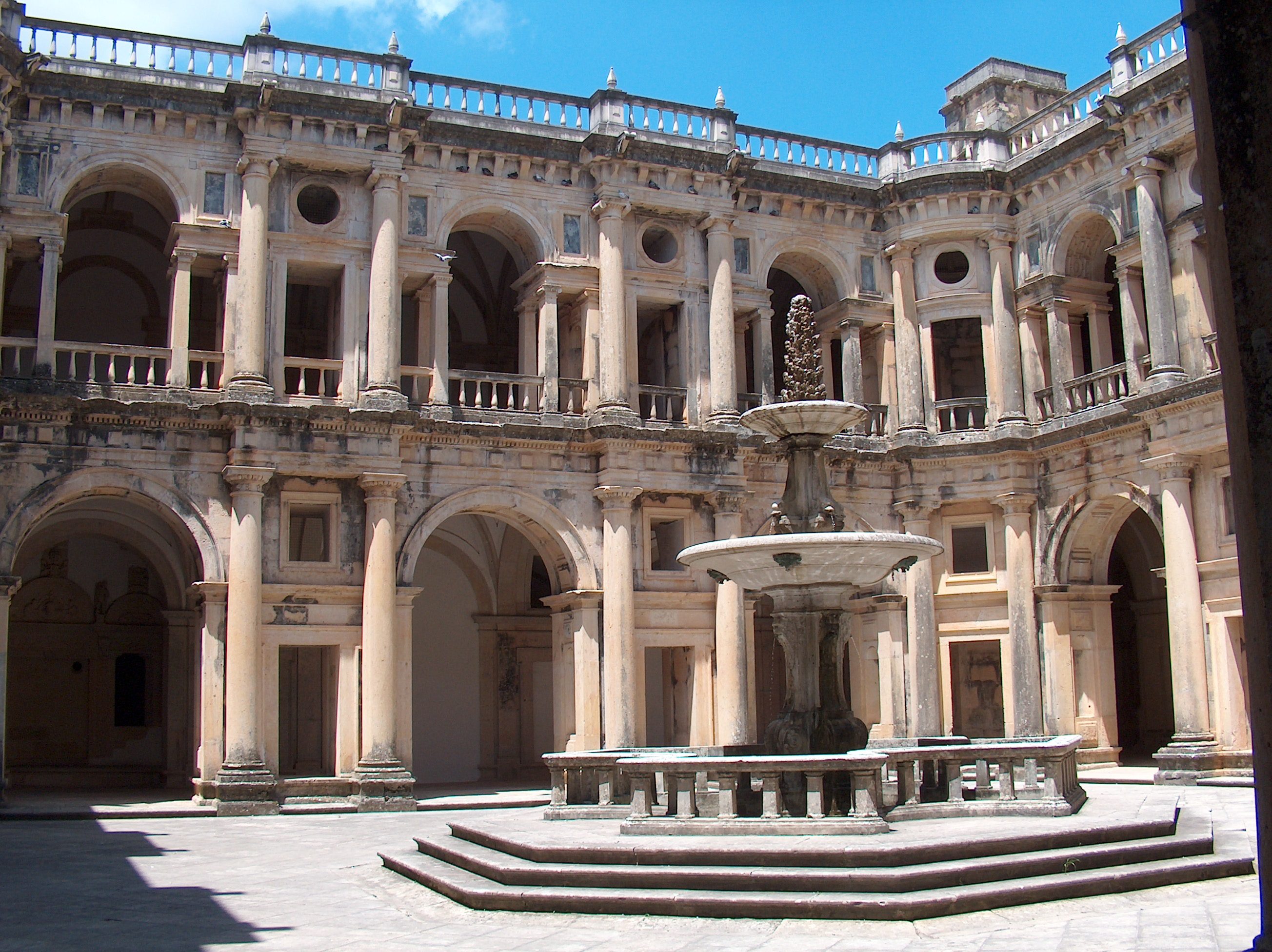
Couvent de l'ordre du Christ
Le cloître Dom João III

Sa première mention se trouve sur le contrat concernant le tombeau de Dom Luís da Silveira (Góis) qui a été réalisé dans la chapelle édifiée entre 1529 et 1531  et le palais qu'il voulait y élever sur ses plans. Le contrat a été signé en 1529 entre Dom Luís da Silveira et Diogo de Castilho.
Il épousa en 1534 la fille de Francisco de Arruda, architecte de la Tour de Belém, un des maîtres du style manuélin. Les Arruda avaient leur maison à Évora où le roi Jean III avait établi sa résidence en 1531. À la même époque on trouve des documents concernant son frère, Gonzalo de Torralva, tailleur de pierre dans des lieux comme Tomar, Miranda do Douro et de Guarda. 
En 1534, il devint maître des œuvres royales et deux ans plus tard, était chargé de la construction de l'église Notre-Dame de Grâce (Igreja de Nossa Senhora da Graça) d'Évora conçue par Miguel de Arruda.
Il est nommé architecte de la forteresse de Mazagão, en mai 1537, pour sélectionner le site, discuter du plan de la nouvelle forteresse et commencer le travail. Après la perte d'Agadir en 1541, Jean III concentra la défense des possessions portugaises au Maroc à Mazagão. Diogo de Tarralva inspecta les travaux en cours.
En 1544, il étudie le projet de la chapelle du couvent du Bon Jésus de Valverde mais la réalisation a probablement été faite par l'architecte Miguel de Arruda.
À la mort de Francisco de Arruda, en 1547, il a été nommé maître des œuvres du comarque de l'Alentejo, estimateur des travaux du royaume et maître des œuvres des paroisses d'Évora et de Portalegre. À la même époque, il a réalisé le projet du tombeau de Dom Jorge de Melo.
Il est l'architecte de l'église de la Miséricorde de Beja, entre 1548 et 1550.
En 1553, il a succédé à João de Castilho comme architecte de l'ermitage de Saint-Antoine (Ermida de Santo António) de Lisbonne, l'église de l'ermitage Notre-Dame de la Conception (Nossa Senhora da Conceição) à Tomar, l'église du couvent de la Mère de Dieu, qui abrite aujourd'hui le musée national des azulejos à São João, quartier de Lisbonne.
Il est intervenu sur le chevet de l'église du monastère des Hiéronymites, entre les années 1550 et 1551, mais, en 1563, à la demande de la reine Catherine, il est remplacé par Jerónimo de Ruão comme maître des œuvres du monastère des Hiéronymites jusqu'à sa mort. Jerónimo de Ruão a construit, à partir de 1565, un nouveau chœur dans le style maniériste contrastant avec la nef de l'église, qui est achevé en 1572.
La fontaine de Porta Moura, à Évora, inaugurée le 4 décembre 1556 a été construite par Diogo de Tarralva.
Après la mort de João de Castilho, la reine régente Catherine de Castille décida de reprendre la construction du Couvent de l'ordre du Christ à Tomar, à partir de 1557. Il y a érigé le cloître Jean III, inspiré de Serlio. La travée serlienne y est plus dense et plus serrée. Le cloître est terminé en 1591 par Filippo Terzi, et la même année, selon le cardinal Saraiva, il était l'architecte du monastère de Batalha.

## Sources
- (pt) Cet article est partiellement ou en totalité issu de l’article de Wikipédia en portugais intitulé « Diogo de Torralva » (voir la liste des auteurs).